# Jurij Nikiforov
Jurij Nikiforov (russisk: Ю́рий Вале́рьевич Ники́форов, tr. Júrij Valérevitj Nikíforov; født 16. september 1970) er en tidligere russisk fodboldspiller.

## Ruslands fodboldlandshold
| Sovjetunionens landshold | Sovjetunionens landshold | Sovjetunionens landshold |
| År                       | Kmp                      | Mål                      |
| ------------------------ | ------------------------ | ------------------------ |
| 1992                     | 4                        | 0                        |
| Total                    | 4                        | 0                        |

| Ukraines landshold | Ukraines landshold | Ukraines landshold |
| År                 | Kmp                | Mål                |
| ------------------ | ------------------ | ------------------ |
| 1992               | 3                  | 0                  |
| Total              | 3                  | 0                  |

| Ruslands landshold | Ruslands landshold | Ruslands landshold |
| År                 | Kmp                | Mål                |
| ------------------ | ------------------ | ------------------ |
| 1993               | 2                  | 0                  |
| 1994               | 9                  | 2                  |
| 1995               | 8                  | 1                  |
| 1996               | 13                 | 3                  |
| 1997               | 4                  | 0                  |
| 1998               | 4                  | 0                  |
| 1999               | 0                  | 0                  |
| 2000               | 0                  | 0                  |
| 2001               | 7                  | 0                  |
| 2002               | 8                  | 0                  |
| Total              | 55                 | 6                  |